# Allen Iverson
Allen Ezail Iverson (Hampton, Virginia, 1975. június 7. –) amerikai kosárlabdázó.1996-ban az NBA-draft 1. helyezettje, az 1998–99-es szezon gólkirálya. Egyik beceneve: „The Answer” (A Válasz), melyet azért kapott, mert a kosárlabdapályán mindenre tudja a választ, minden szituációt megold és mindezt egyszerűen. Viszont az egyik legjobb kosárlabda-játékos élete már korántsem ilyen egyszerű. Problémás gyerek, kitűnő talentum, elítélt, egoista, aki csak magának játszik, zenész, két házasságon kívüli gyerek apja – mindez Allen Iverson.

## Élete, családja
Két testvére van, Brandy és Leisha. Feleségét, Tawanna Turner-t 2001 augusztusában vette el.
Édesanyja, Ann Iverson 1960-ban született. 15 évvel később, 1975. július 6-án, megszületett Allen Ezail Iverson. Édesapját, Allen Broughtont soha nem ismerte meg. Apjáról először csak 1997-ben hallott, amikor is Broughtont elítélték kilenc évre barátnője bántalmazásáért. Édesanyja Allent egyedül nevelte, és az egyetlen, akit apjának tekinthetett az Michael Freeman volt. 1988-ig egy kikötőben dolgozott, majd egy balesetet követően ahelyett, hogy rendes munkát vállalt volna, drogeladásba és feketeüzletekbe keveredett, melyek következtében ő is a börtönben végezte. Ann Iverson Freeman balesete után különböző munkákkal kereste meg a napi betevőt és tartotta el gyermekét, Allent. Volt idő, amikor még prostituáltként is tevékenykedett. 1991-ben megszületett Allen húga – Leisha. Ann súlyos egészségügyi gondokkal küzdött és az orvosi kezelést is csak nagyon nehezen tudta kifizetni. Allen nagy szegénységben nőtt fel.

## Karrierje
A kosárlabdát kezdetben egyáltalán nem szerette, túl keménynek tartotta. Kedvence az amerikai futball volt, melyet még ma is az első számú sportnak tart. Termete nem épp kosárlabdázáshoz való, de gyorsasága és ügyessége felülmúlhatatlan. A középiskolában jól ment neki a kosarazás és a foci is, de a karrierje itt félbeszakadt egy verekedésnek köszönhetően. Verekedésbe keveredett és három társával együtt börtönbe került öt évre. Négy hónap raboskodás után kegyelmet kapott, azzal a feltétellel, hogy befejezi a középiskolát még mielőtt kosarazásba kezdene. Allen édesanyja közbenjárására bekerült a Georgetown főiskolára, Thompson edző szárnyai alá. Kis idő elteltével már a konferencia legjobb újonca lett, a következő évben már az NCAA legjobb játékosa lett. Ráadásul még a legjobb védőjátékosnak is választották. Viszont a családjában még mindig nem voltak rendben a dolgok, ezért a tanulmányai második évében otthagyta a főiskolát és bejelentkezett az NBA-draftba. Thompson a világ egyik legjobb menedzserét szerezte meg Allennek – David Falkot – és az Iverson család élete egy csapásra megváltozott. Iverson végül a Philadelphia csapatához került. 1996 júliusában a Philadelphia 76ers csapata a draft első számú játékosa lett és pár nappal később a vezetőség 4 millió dolláros szerződést kötött Allen Iversonnal. További milliók folytak be számlájára a reklámszerződéseknek köszönhetően. Az NBA-ben nagy eredményeket ért el. Mint újonc azonnal a legjobb dobók közé iratkozott fel. Személyi rekordja 60 pont, melyet 2005. február 15-én ért el az Orlando Magic ellen.  Allen életében mégsem ment minden rendben, hiszen egyszer autójával túllépte a megengedett sebességet 40 km/órával és ráadásul marihuánát és engedély nélküli fegyvert is találtak nála, melyért a bíróság három év felfüggesztett börtönre ítélte és 100 óra közmunkára. Szerződését további hat évre hosszabbította meg a Philadelphia csapatánál, melyért újabb 70 millió dollárt kaszírozott. Allen testét 11 tetoválás ékesíti és barátaival felénekelt egy raplemezt is Slow Motion címmel. Karórája 80 000 dollárt ér és ékszerei további 300 000 dollárt tesznek ki. Szabadidejében szívesen fest, melyet még a főiskolán tanult.
2008. november 3-tól a Detroit Pistons csapatát erősítette, csere következtében elhagyta Nyugati konferenciás csapatát, a Denver Nuggetset, ahova Chauncey Billups, Antonio McDyess és Cheikh Samb került.
A 2009–10-es szezon elején nagy meglepetésre a Memphis Grizzlieshez igazolt. Itt nem szerepelt jó formában, és miután úgy tűnt, hogy visszavonul, november végén visszatért első csapatába, a Philadelphia 76ersbe, ahol korábban 10 éven keresztül játszott. Utoljára a Beşiktaş játékosa volt, majd 2013-ban jelentette be visszavonulását.
2016. szeptember 9-én beválasztották a Hírességek Csarnokába.

## Általános információk
- Kedvenc színészei, színésznői: Samuel L. Jackson, Al Pacino, Halle Berry
- Kedvenc zeneszáma: Notorious B.I.G. – Unbelievable
- Kedvenc könyve: The Color Purple
- Kedvenc étele: lasagna
- Hobbijai: szabadidejében szeret festeni-rajzolni, sportújságokat olvasni.